# Current Island (ö i Bermuda)
Current Island är en ö i Bermuda (Storbritannien).   Den ligger i parishen Sandys, i den västra delen av landet, 7 km väster om huvudstaden Hamilton.